# فرج ياسين محمد
فرج ياسين محمد (مواليد 1945 - 23 نيسان/أبريل 2025) هو كاتب وشاعر وقاص وأديب عراقي، ولد في مدينة تكريت مركز محافظة صلاح الدين، ترك الشعر واتجه صوب القصة القصيرة والنقد، أكمل دراسته في قسم اللغة العربية بكلية الآداب - جامعة بغداد، ثم حصل على الماجستير في القصة القصيرة، بعدها حصل على الدكتوراه في الأدب الحديث والنقد.

## دراسته
1. أكمل الدراسة الابتدائية والإعدادية في مدينة بغداد
2. حاصل على شهادة البكالوريوس في اللغة العربية من كلية الآداب - جامعة بغداد
3. حاصل على شهادة الماجستير في القصة القصيرة - جامعة بغداد
4. حاصل على شهادة الدكتوراه في الأدب الحديث والنقد - جامعة بغداد

## بداياته
نشأ لا يحب المدرسة، لكنه كان يلتقط الورقة الملقاة في الطريق ويقرأ ما فيها، وفي الصف الرابع الابتدائي انتزع من مرسم المدرسة ورقتين تحتويان على قصة وقصيدة من مجلة أهل النفط التي أصبحت تسمى بعد ذلك العاملون في النفط . وبعد سنين طويلة اعتذر من معلم الرسم، فأطرى تلك السرقة حيث كانت الأولى والأخيرة.
توفى والده وهو في سن الخامسة عشرة، كانت أول أبيات شعرية نشرت له، وهو طالب في الصف الرابع الثانوي، منزّها نفسه عن أي انحياز يميل به عن الصفة الإنسانية، كالانحياز إلى المدينة أو لقب العائلة أو العشيرة .
منذ أواسط الستينيات ثم السبعينيات اتصل برؤى وفلسفات العصر وقضاياه ومناهجه (الماركسية والوجودية وأدب المقاومة و بزوغ صفحة ما بعد الحداثة) راصدا التطورات في فنون الشعر والرواية والقصة والفن التشكيلي والمسرح والسينما، وكان أحد الشعراء الذين قدمتهم مجلة الكلمة في عددين من أعدادها بوصفهم شعراء ما بعد الستينيات والسبعينيات، وحين انتهى فصل وجوده القصير في بغداد وانتقاله للعمل في سلك التعليم الثانوي في إحدى قرى تكريت منذ عام 1975 بدأت علاقته مع القصة.

## عضوية ومناصب
1. أستاذ مساعد في كلية التربية للبنات / جامعة تكريت
2. عضو اتحاد الأدباء العراقيين، وعضو مؤسس لاتحاد الأدباء فرع صلاح الدين، وأول رئيس له
3. عضو اتحاد الأدباء والكتاب العرب
4. عضو الهيئة الاستشارية للتأليف والترجمة والنشر في وزارة الثقافة العراقية.
5. عضو الهيئة الاستشارية لمجلة إمضاء الفصليّة.
6. رئيس الهيئة الاستشارية لقصر الثقافة والفنون في محافظة صلاح الدين.[3]

## المؤلفات

### المجاميع القصصية
- حوار آخر (1981)، دار الرشيد للطباعة والنشر، بغداد، العراق.[7]
- عربة بطيئة (1986) ، دار الشؤون الثقافية، بغداد، العراق.[8]
- واجهات براقة (1995)، دار الشؤون الثقافية، بغداد، العراق.[9]
- رماد الأقاويل  (2006)، دار الشؤون الثقافية، بغداد، العراق.[10]
- ذهاب الجعل إلى بيته (2010)، ثلاث قصص طويلة (ذهاب الجعل إلى بيته، هو الذي خسر كل شيء، الصبي 56)، دار تموز، دمشق، سوريا.[11]
- بريد الأب (  2013 )، دار الروسم، بغداد، العراق.[12]
- قصص الخميس (  2016 )، دار إمضاء، بغداد، العراق.[13]
- الأعمال القصصية الكاملة (2022)، عن منشورات الاتحاد العام للأدباء والكتّاب في العراق.[3][14]

### الكتب النقدية
- توظيف الأسطورة في القصة العراقية الحديثة ( 2000 )، ط1، دار الشؤون الثقافية، بغداد العراق.[15]
- أنماط الشخصية المؤسطرة في القصة العراقية (2006 )، ط1، دار الشؤون الثقافية، بغداد العراق.
- توظيف الأسطورة في القصة العراقية الحديثة ( 2020 )، ط2، دار كفاءة المعرفة، عمان، الأردن.[3]